# Mercedes W13
De Mercedes-AMG F1 W13 E Performance, afgekort algemeen bekend als Mercedes W13, is een Formule 1-auto die gebruikt werd door het Formule 1-team van Mercedes in het seizoen 2022. De auto is de opvolger van de Mercedes W12.

## Resultaten
| Kleur  | Resultaat                       |
| ------ | ------------------------------- |
| Goud   | Winnaar                         |
| Zilver | Tweede plaats                   |
| Brons  | Derde plaats                    |
| Groen  | Gefinisht (punten behaald)      |
| Blauw  | Gefinisht (geen punten behaald) |
| Blauw  | Niet geklasseerd (NC)           |
| Paars  | Uitgevallen (DNF)               |
| Rood   | Niet gekwalificeerd (DNQ)       |

| Kleur   | Resultaat                              |
| ------- | -------------------------------------- |
| Zwart   | Gediskwalificeerd (DSQ)                |
| Wit     | Niet gestart (DNS)                     |
| Blanco  | Gewond (INJ)                           |
| Blanco  | Uitgesloten (EX)                       |
| Blanco  | Teruggetrokken (WD) / Niet deelgenomen |
| 1, 2, 3 | Sprint positie (punten behaald)        |
| P       | Poleposition                           |
| S       | Snelste ronde                          |

| Jaar | Chassis en banden | Motor               | Coureurs       | 1   | 2   | 3   | 4   | 5   | 6   | 7   | 8   | 9   | 10  | 11  | 12  | 13  | 14  | 15  | 16  | 17  | 18  | 19  | 20  | 21  | 22  | Punten | WK-plaats |
| ---- | ----------------- | ------------------- | -------------- | --- | --- | --- | --- | --- | --- | --- | --- | --- | --- | --- | --- | --- | --- | --- | --- | --- | --- | --- | --- | --- | --- | ------ | --------- |
| 2022 | W13 P             | Mercedes-AMG F1 M13 |                | BHR | SAR | AUS | EMI | MIA | SPA | MON | AZE | CAN | GBR | OOS | FRA | HON | BEL | NED | ITA | SIN | JPN | VST | MXS | SAP | ABU | 515    | Brons     |
| 2022 | W13 P             | Mercedes-AMG F1 M13 | Lewis Hamilton | 3   | 10  | 4   | 13  | 6   | 5   | 8   | 4   | 3   | 3S  | 83  | 2   | 2S  | DNF | 4   | 5   | 9   | 5   | 2   | 2   | 32  | 18† | 515    | Brons     |
| 2022 | W13 P             | Mercedes-AMG F1 M13 | George Russell | 4   | 5   | 3   | 4   | 5   | 3   | 5   | 3   | 4   | DNF | 4   | 3   | 3P  | 4   | 2   | 3   | 14S | 8   | 5S  | 4S  | 1S  | 5   | 515    | Brons     |

- † Uitgevallen maar wel geklasseerd omdat er meer dan 90% van de race-afstand werd afgelegd.